# NGC 5427
NGC 5427 је спирална галаксија у сазвежђу Девица која се налази на NGC листи објеката дубоког неба.
Деклинација објекта је - 6° 1' 51" а ректасцензија 14h 3m 26,0s. Привидна величина (магнитуда) објекта NGC 5427 износи 11,4 а фотографска магнитуда 12,1. Налази се на удаљености од 33,750 милиона парсека од Сунца. NGC 5427 је још познат и под ознакама MCG -1-36-3, UGCA 381, VV 21, ARP 271, IRAS 14008-0547, PGC 50084.